# David Kelly
David Kelly (Dublín, Irlanda, 11 de juliol de 1929 – 12 de febrer de 2012) fou un actor de cinema i televisió irlandès, actiu durant la segon meitat dels segle XX. Fou una de les cares més conegudes de la televisió irlandesa, amb personatges a les sèries Strumpet City, Me Mammy i Hotel Fawlty, i interpretà l'avi Joe al film Charlie i la fàbrica de xocolata (2005). També interpretà Michael O'Sullivan a Despertant en Ned.

## Biografia
Kelly nasqué l'11 de juliol de 1929 a Dublín, Irlanda, i estudià a l'escola Synge Street CBS de la Congregació de Germans Cristians. Començà a actuar a vuit anys al Gaiety Theatre mentre practicava a The Abbey School of Acting. En paral·lel, també es formà com a delineant, i com a cal·ligrafista, i també aprengué a pintar aquarel·les. Als escenaris, participà en l'obra The Quare Fellow de Brendan Behan, i tingué el primer paper destacat el 1959 a Krapp's Last Tape, de Samuel Beckett, a l'Abbey Theatre de Dublín. Llavors ja havia debutat a la pantalla a Dublin Nightmare, un film de cinema negre dirigit per John Pomeroy (1958).
Una de les primeres aparicions a la televisió va ser en la sèrie del canal públic irlandès. RTÉ, O'Dea's your Man (1964). Es convertí en una cara coneguda a la televisió britànica amb la comèdia de la BBC Me Mammy. També participà en diverses produccions com a actor convidat, algunes de les quals són les sèries Oh Father!, Never Mind the Quality, Feel the Width, i On the Buses. Als anys setanta tingué un paper de llarga durada a Man About the House, i un altre en la comèdia Slingers Day del 1986 al 1987. A més, el 1975 interpretà el paleta inepte O'Reilly al segon episodi d'Hotel Fawlty. Kelly participà en el doblatge de The Light Princess, una fantasia animada estrenada a la BBC l'any 1978.
A Irlanda fou sobretot conegut per la interpretació del personatge Rashers a la minisèrie d'RTÉ Strumpet City, juntament amb Peter O'Toole, Cyril Cusack i Peter Ustinov. Continuà amb papers protagonistes en les sèries de televisió Emmerdale Farm i Glenroe als anys noranta.
Després d'aparèixer al film Despertant en Ned (1998) com a Michael O'Sullivan, interpretà l'avi Joe a Charlie i la fàbrica de xocolata (2005). També tingué un paper principal en la producció britànico-espanyola de misteri La caixa Kovak (2006). El 2007 participà en una última pel·lícula, Stardust.
Kelly estava casat amb l'actriu Laurie Morton i tenia dos fills. Morí el 12 de febrer del 2012 per malaltia, a 82 anys. The Irish Times s'hi referí com el "gran home de la interpretació irlandesa".

## Filmografia i televisió
- Fals culpable (1956) – policia
- Dublin Nightmare (1958)– primer client
- The Quare Fellow (1962) – recepcionista
- Girl with Green Eyes (1964)
- El somiador rebel (1965) – O'Brien
- Ulysses (1967) – Garrett Deasy
- Me Mammy (1968–71) – cosí Enda
- The Italian Job (1969) – Vicar
- Quackser Fortune Has a Cousin in the Bronx (1970) – Tom Maguire
- Evasió a Mckenzie (1970)
- Tales From the Lazy Acre (1972)
- Never Mind the Quality Feel the Width (1973) – Murphy
- Hotel Fawlty (1975) – O'Reilly (episodi "The Builders")
- Philadelphia, Here I Come (1975) – Canon O'Byrne
- The Next Man (1976)
- The Purple Taxi (1977) –
- A Portrait of the Artist as a Young Man (1977)
- Robin's Nest (1977–1981) – Albert Riddle
- Cowboys (1980–1981) – Wobbly Ron
- Strumpet City (1980) – Rashers Tierney
- Whoops Apocalypse (1982) – Abdab
- The Hunchback of Notre Dame (1982)
- The Jigsaw Man (1983) – Cameron
- Red Monarch (1983) – Sergo Ordjonikidze
- Glenroe (1983) – Sylvie Dolan
- Anne Devlin (1984) – Dr. Trevor
- Stryker's War (1985)
- Slinger's Day (1986) – Fred
- Pirates (1986) – cirurgià
- Joyriders (1988) – Daniel
- Escapada a l'Oest (1992) – Grandfather Reilly
- Tales of the Tooth Fairies (1992) – Arthur (veu)
- A Man of No Importance (1994) – Christy Ward
- Moondance (1994) – Mr Dunwoody
- The Run of the Country (1995) – Father Gaynor
- Upwardly Mobile (1995–1997) – Barman
- The Matchmaker  (1997) – O'Connor
- Despertant en Ned (1998) – Michael O'Sullivan
- Ballykissangel (1998) – Mr O'Reilly
- Ordinary Decent Criminal (2000) – Fr Grogan
- Greenfingers (2000) – Fergus Wilks
- Rough for Theatre I (2000)
- Mean Machine (2001) – Doc
- Puckoon (2002) – O'Toole
- Mystics (2003) – Dave
- Agent Cody Banks 2: Destination London (2004) – Trival
- Laws of Attraction (2004) – Priest / Michael
- The Calcium Kid (2004) – Paddy O'Flannagan
- Charlie i la fàbrica de xocolata (2005) – Avi Joe
- La caixa Kovak (2006) – Frank Kovak
- Conversations with God (2006) – Job Interviewer
- Stardust (2007) – Guard at The Wall
- Who's Your Caddy? (2007) – Robert "Bobby" Hawkins